# 尤巴王大戟
尤巴王大戟是大戟科大戟属的一种木本植物，分布于加那利群岛、摩洛哥、西撒哈拉。种加词得名于古代毛里塔尼亚王国的国王尤巴二世。